# 山本礼二郎
山本 礼二郎（やまもと れいじろう、1960年10月3日 - ）は、日本の投資家。インテグラル創業者・代表取締役パートナー。元スカイマーク取締役会長。元GCA取締役パートナー。

## 人物・経歴
大阪府生まれ。本籍は岡山県。1979年神奈川県立横浜翠嵐高等学校卒業。同級生に鈴木国正インテル代表取締役社長や田中俊和元住友不動産販売代表取締役社長がいる。1984年一橋大学経済学部国際経済学科卒業。池間誠ゼミ及び山岳部出身。1991年ペンシルベニア大学ウォートン・スクール卒業、MBA（経営学修士）。同年同校ローダー研究所卒業、MA in international studies（国際関係論修士）。
三井銀行や、シカゴのA.T.カーニーを経て、2000年からユニゾン・キャピタルに参加。2004年渡辺章博、佐山展生、加藤裕康とGCAを設立し、同社取締役パートナー。2005年メザニン代表取締役。2007年佐山展生とインテグラルを共同設立し、同社代表取締役パートナー。
2009年ビー・ピー・エス取締役、ヨウジヤマモト取締役。2012年インテグラル・パートナーズ代表取締役。2013年ヨウジヤマモト監査役、TBIホールディングス取締役。2014年信和取締役、ジェイトレーディング取締役。2015年スカイマーク顧問（経営全般担当）。
2016年イトキン取締役。2017年アデランス取締役。2019年東洋エンジニアリング取締役、サンデン・リテールシステム取締役。2020年豆蔵K2TOPホールディングス取締役。2021年オープンストリームホールディングス取締役、豆蔵デジタルホールディングス取締役、スカイマーク取締役会長。2023年TCSホールディングス取締役。元神戸大学大学院経営学研究科客員教授。

## 著書
- 『バイアウト : 産業と金融の複合実務』（佐山展生と共著）日本経済新聞出版社 2009年

## 参加作品
- ハゲタカ (2007年のテレビドラマ)（経済考証）
- ハゲタカ (2018年のテレビドラマ)（投資事業指導）